# Leopold Mozart
Johann Georg Leopold Mozart (Augsburg, 1719. november 14. – Salzburg (Ausztria), 1787. május 28.) német/osztrák zeneszerző, zenepedagógus és hegedűművész. Ma leginkább Wolfgang Amadeus Mozart édesapjaként ismert, de a maga idejében saját jogán is az volt.

## Élete

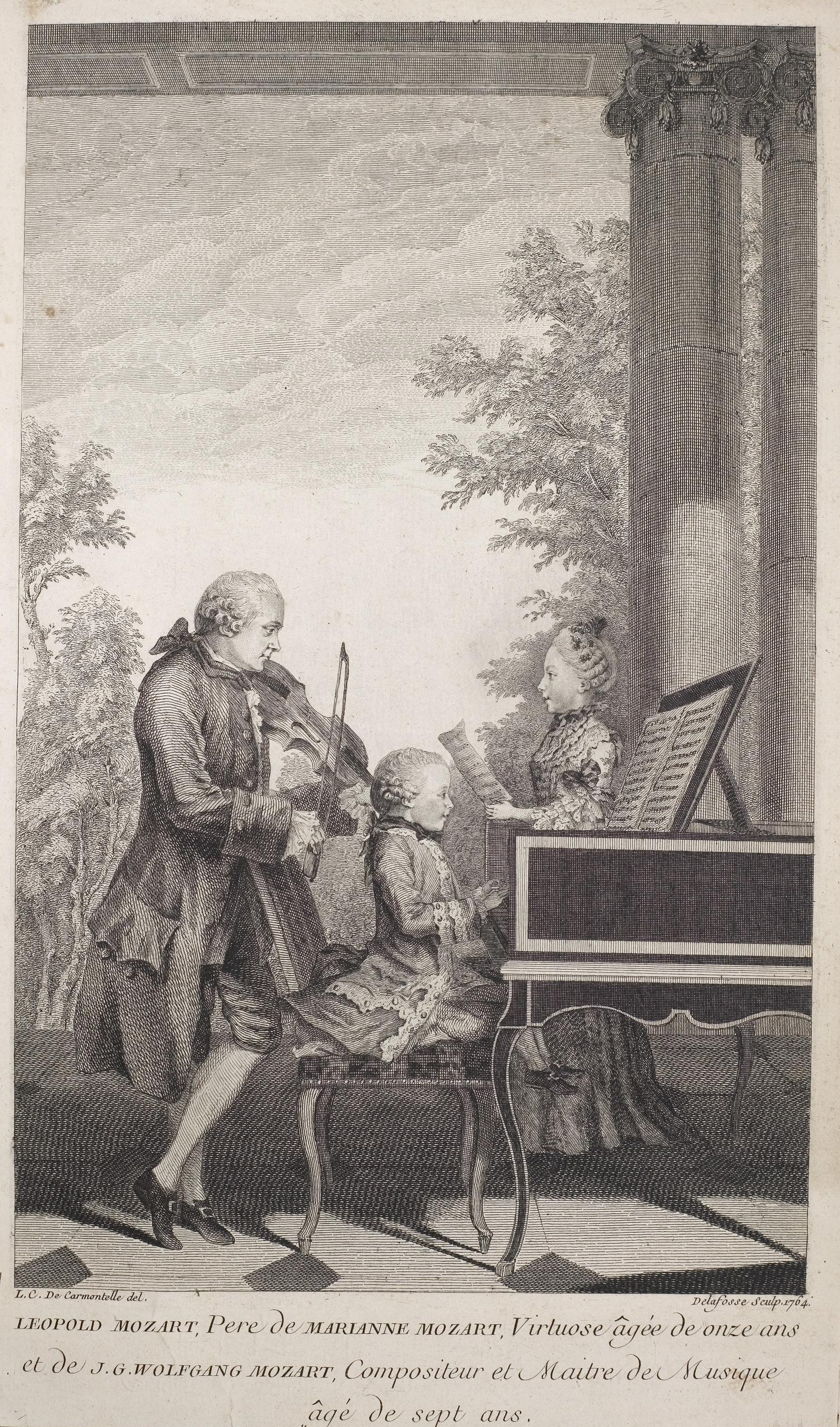
Leopold Mozart és gyermekei

Augsburgban (ma Németország része) született, a mai Mozart-házban, egy könyvkötő fiaként. Az augsburgi gimnázium elvégzése után 1735-ben a jezsuita St. Salvator iskolában gyakran adott elő színészként és énekesként, emellett orgonált és hegedült. Humán és zenei képzettségét egyaránt itt alapozta meg. 1737-ben a salzburgi bencés egyetem filozófia- és joghallgatója lett. A salzburgi egyetemen teológiát tanult, de a zene jobban érdekelte. 1740-ben hegedűművész és Thurn und Taxis gróf inasa lett. 1747-ben feleségül vette Anna Maria Pertlt, aki nek tőle hét gyermeke született, de csak kettő érte meg a felnőttkort, Maria Anna (Nannerl) és Wolfgang Amadeus.
Leopold Mozart volt a salzburgi érsekek (III. Zsigmond és Jeromos) udvari zeneszerzője, Vicekapellmeistere. 1756-ban, abban az évben, amikor Wolfgang Amadeus született, Leopold megírta Versuch einer gründlichen Violinschule című művét, egy értekezést a hegedülésről, amely ma – Johann Joachim Quantz Versuch einer Anweisung die Flöte traversière zu spielen és Carl Philipp Emanuel Bach Versuch über die wahre Art das Clavier zu spielen című művével együtt – az egyik legfontosabb kordokumentum a 18. századi előadásmódokról. Sok időt töltött két gyermeke tehetségének fejlesztésével, sokszor saját munkája árán is.

## Művei
Leopold Mozart zenei tevékenységére kevés figyelmet fordítanak a fiáéhoz képest, de G-dúr Gyerekszimfónia zenekarra és játékokra című műve (melyet egykor Haydnnak tulajdonítottak) továbbra is népszerű, és több szimfóniája és egyéb műve is fennmaradt. Fontos volt számára a természetesség kifejezése műveiben; a Vadászszimfóniába (Sinfonia da Caccia) kiáltásokat és lövések hangját komponálta bele, a Bauernhochzeit (Parasztesküvő) című művébe pedig skótdudát, cimbalmot, tekerőlantot, hujjogást és fütyülést, pisztolylövéseket.
Leopold Mozartnak rengeteg műve elveszett, és nem tudni, a fennmaradtakból mennyire ítélhető meg munkásságának egésze. Néhány művét később tévesen Wolfgang művének tulajdonították, több Leopoldnak tulajdonított műről pedig kiderült, hogy a fiáé. Legtöbb fennmaradt műve világi zene, de fennmaradt egy egyházi műve is, a D-dúr Szakrális Litánia (1762) és három zongoraszonáta, amelyek mind megjelentek már életében.

### Magyarul
- Hegedűiskola; ford. Székely András; Mágus, Bp., 1998